# Francisco García Muñoz
Francisco García Muñoz (Soria, 3 de diciembre de 1908-Soria, 12 de febrero de 1996) fue un músico, compositor, director de orquesta y pedagogo español.

## Biografía
Durante 41 años fue director por oposición de la banda municipal de Soria a partir de su creación en 1932. Catedrático de Música en la Escuela Universitaria del Profesorado de EGB, primero de Soria y desde 1973 hasta su jubilación en la Universidad de Extremadura.
Además de su labor docente, destaca por su faceta como compositor, por sus transcripciones para Banda y por sus armonizaciones para Coro de música popular. Fue el autor de la música de las Canciones Sanjuaneras.
Formó y dirigió varias agrupaciones tanto instrumentales como corales y recibió numerosos reconocimientos y homenajes a lo largo de su vida, entre otros la Medalla de Plata de la Universidad de Extremadura, además los reconocimientos y distinciones recibidos en su ciudad natal, siendo Hijo Predilecto de la misma.
Fue un compositor infatigable hasta su fallecimiento, ocurrido en Soria el 12 de febrero de 1996. Fue enterrado en el cementerio del Espino.

## Canciones Sanjuaneras
La música que suena durante las Fiestas de San Juan o de la Madre de Dios son las llamadas Canciones Sanjuaneras, un extenso repertorio que es coreado incluso en fiestas de otras regiones. Hasta su difusión en el siglo XX, en San Juan se cantaban coplas populares. En 1932, el compositor Francisco García Muñoz y el letrista Jesús Hernández de la Iglesia empiezan a crear la banda sonora de las fiestas con la canción Viva el jurao, cuyas estrofas acabarían integrándose en el pasodoble La Saca, de 1944. En realidad es en 1936 cuando tiene éxito la primera sanjuanera, titulada Fiestas de San Juan (también un pasodoble), que como el resto de sus composiciones será interpretada por la banda municipal de música de Soria, de la cual García Muñoz fue el primer director (desde 1932 y durante cuatro décadas).
Pasada la guerra, músico y letrista van añadiendo casi todos los años una creación hasta que en 1965 suman ya 26 canciones, la mayoría pasodobles, aunque entre los ritmos también hay valses y jotas, que hablan de las fiestas y sus días. El repertorio de estos dos creadores cuenta con otras cinco canciones, las dos últimas de 1989.